# Zona di polline

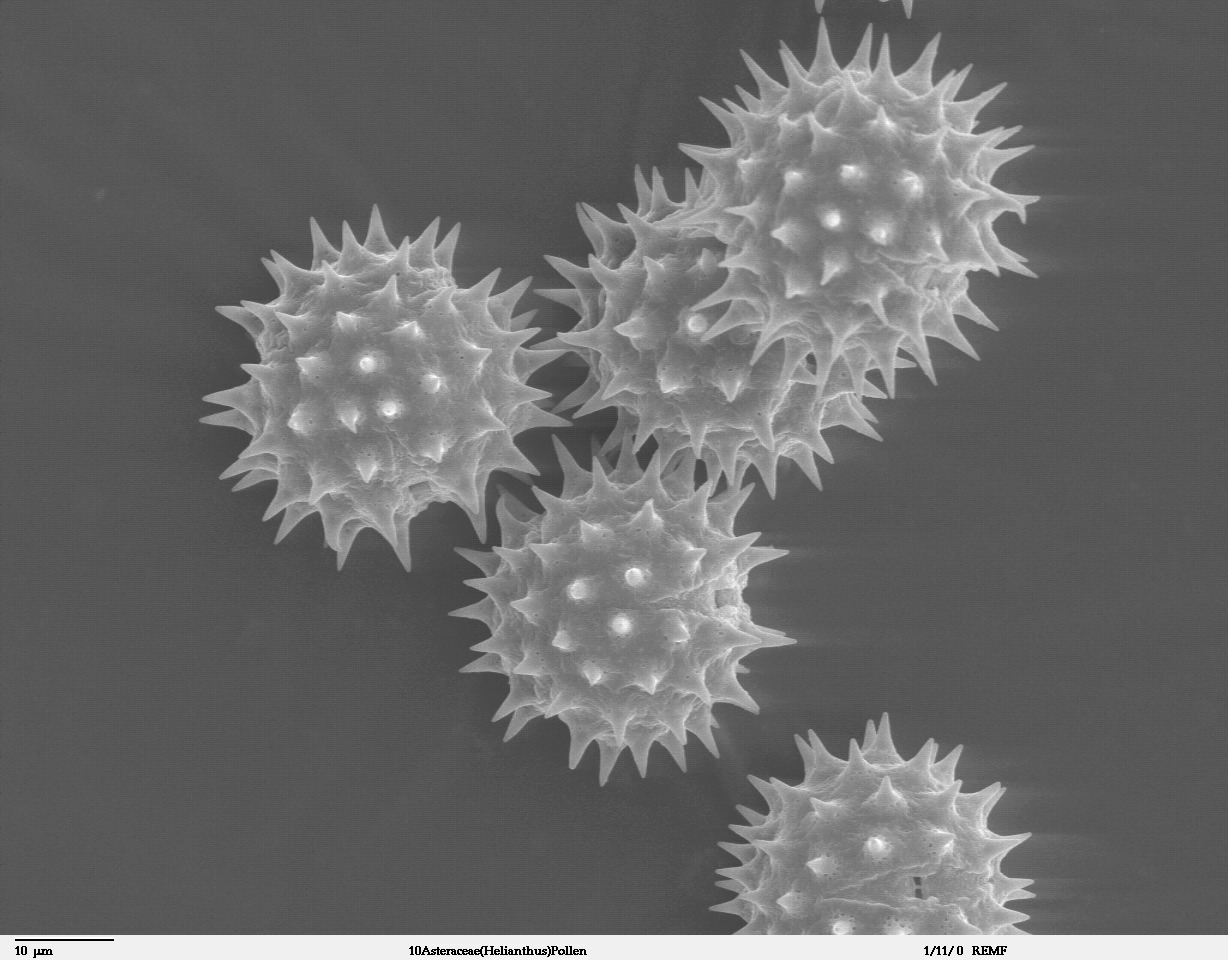
Polline dell'Helianthus annuus (girasole)

La zona di polline è una fascia stratigrafica omogenea di un carotaggio fatto a scopo palinologico.
Le carote di pollini sono un utile sistema per studiare il paleoclima del tardo Pleistocene e dell'arcaico Olocene, se integrati e confrontati con tutta una serie di dati di tipo geologico, climatologico, geografico e archeologico.

## Storia
Gli aspetti palinologici del sistema furono investigati estensivamente per la prima volta dal palinologo svedese Lennart von Post negli anni precedenti alla prima guerra mondiale. Analizzando il polline nei campioni di carote presi dalle torbiere, von Post notò che diverse specie di piante erano presenti nelle bande delle carote.
Sia la diversità delle specie che le differenza nelle quantità delle stesse specie sono causate dai mutamenti climatici. Von Post fu in grado di confermare la sequenza climatica di Blytt-Sernander mostrando le fluttuazioni fra i periodi più caldi e quelli più freddi nel corso di migliaia di anni. Egli utilizzò le sequenze della torba locale combinata con la datazione della varva per produrre una cronologia climatica regionale per la Scandinavia.
Nel 1940 Harry Godwin iniziò ad applicare i metodi von Post per le carote di polline provenienti dalle Isole britanniche per produrre la più ampia sequenza europea oggi accettata. In sostanza questa sequenza espanse ulteriormente la Blytt-Sernander fino al tardo Pleistocene e perfezionò alcuni dei suoi periodi. Alla fine della seconda guerra mondiale, la tecnica si estese alle Americhe.
Attualmente gli scienziati stanno mettendo a punto una serie di metodi differenti per campioni di carote ricavate dalla torba, dal ghiaccio, dai fondali lacustri ed oceanici, e dai sedimenti per ottenere una datazione ad "alta risoluzione" che non sarebbe possibile con un metodo soltanto: datazione con il carbonio, dendrocronologia, rapporti isotopici su diversi gas, studi sugli insetti e molluschi, ed altri. Mentre spesso si dubita dell'utilità della Bytt-Sernander modificata, queste tecniche sembrano piuttosto confermarla ed espanderla ulteriormente.